# Bồ-đề tâm
Bồ-đề tâm (zh. 菩提心, sa. bodhicitta, bo. byang chub kyi sems བྱང་ཆུབ་ཀྱི་སེམས་), còn được gọi là Giác tâm (zh. 覺心), là tâm hướng về giác ngộ, tâm an trú trong giác ngộ, tâm của sự giác ngộ. Đây là một trong những thuật ngữ quan trọng của Đại thừa. Theo cách định nghĩa của Phật giáo Tây Tạng thì Bồ-đề tâm có hai dạng, tương đối và tuyệt đối.
- Bồ-đề tâm tương đối lại được chia làm hai cấp bậc:
  1. Xuất phát từ lòng từ bi, hành giả quyết tâm giải thoát để cứu độ chúng sinh;
  2. Hành giả hành trì thiền định, mục đích đạt được phương tiện thiện xảo, để biến ước mơ thành hiện thật.
- Bồ-đề tâm tuyệt đối chính là sự chứng ngộ được tính Không của mọi hiện tượng. Đó là một dấu hiệu chứng tỏ rằng, hành giả đã bắt đầu bước vào cấp Kiến đạo (zh. 見道, sa. darśanamārga) của Ngũ đạo, đã trở thành một Thánh nhân và từ lúc này trở đi, mỗi khi hành giả trực nhận được tính Không thì tâm thức nội tại lúc ấy của họ chính là Bồ-đề tâm tuyệt đối.

Luận sư A-đề-sa là người đã đưa ra nhiều phương cách để tu dưỡng tâm Bồ-đề, có nhiều ảnh hưởng lên truyền thống Phật giáo Tây Tạng.
Khác với quan niệm nói trên, truyền thống Mật tông tại Tây Tạng xem Bồ-đề tâm là một sự thật cụ thể. Sự tiếp cận với sự thật này có thể đưa đến một dạng giác ngộ mà toàn thân thể của một hành giả có thể cảm nhận thật sự.